# Havardia sonorae
Havardia sonorae là một loài thực vật có hoa trong họ Đậu. Loài này được (S.Watson) Britton & Rose miêu tả khoa học đầu tiên.